# All Hallows-by-the-Tower
All Hallows-by-the-Tower est une église anglicane historique, située dans la Cité de Londres. Elle est rattachée au diocèse anglican de Londres.  

## Histoire
L'église fut fondée en 675 durant la période saxonne par l'abbé du monastère de Barking et possède les vestiges de la plus ancienne église construite de Londres. Initialement dédié à Marie, mère de Jésus, son nom actuel fait référence à la célébration religieuse de la Toussaint.
Elle a été construite sur un site romain, dont des vestiges subsistent, notamment un sol du IIe siècle, dans la crypte. Une arche de l'église saxonne primitive, qui réemploie des carreaux de céramique de l'époque romaine, est encore visible. L'église est agrandie au XIe siècle puis au XVe siècle.
Sa tour est détruite en 1650, lors de l'explosion de barils de poudre stockés dans la cour de l'église. Une cinquantaine de maisons du quartier a également été détruite lors de l'explosion. La tour est reconstruite en 1658.
L'église a échappé au grand incendie de Londres en 1666, grâce à l'action de l'amiral William Penn, qui avait créé un coupe-feu en faisant démolir les maisons avoisinantes.  

## Description
Restaurée au XIXe siècle et près de la tour de Londres, ce temple a subi des dommages dans les bombardements du Blitz de la Seconde Guerre mondiale. Sa reconstruction a duré jusqu'en 1957.
Le 4 janvier 1950, l'église est devenue monument classé de grade I .
Le révérend Bertrand Olivier en est le pasteur actuel.

## Personnalités liées à l'église
- William Penn, dont le père était un mécène de la paroisse, a été baptisé dans l'église. Il a regardé l'incendie de Londres (1666), en compagnie de Samuel Pepys, depuis la tour de l'église.
- Le théologien et humaniste John Fisher et l'archevêque William Laud, tous deux décapités à la tour de Londres, ont eu leur culte d'enterrement à l'église.
- Le compositeur et musicien de la période classique William Smethergell a été l'organiste de l'église pendant 53 ans : organiste adjoint de 1770 à 1782 et organiste principal de 1783 à 1823[3],[4].
- En décembre 1935, le médecin alsacien et prix Nobel de la paix Albert Schweitzer a réalisé dans cette église l'enregistrement de plusieurs œuvres pour orgue de Jean-Sébastien Bach, notamment la Toccata et fugue en ré mineur (BMV 565) et la Fugue en sol mineur (BMV 578)[5].

## Galerie

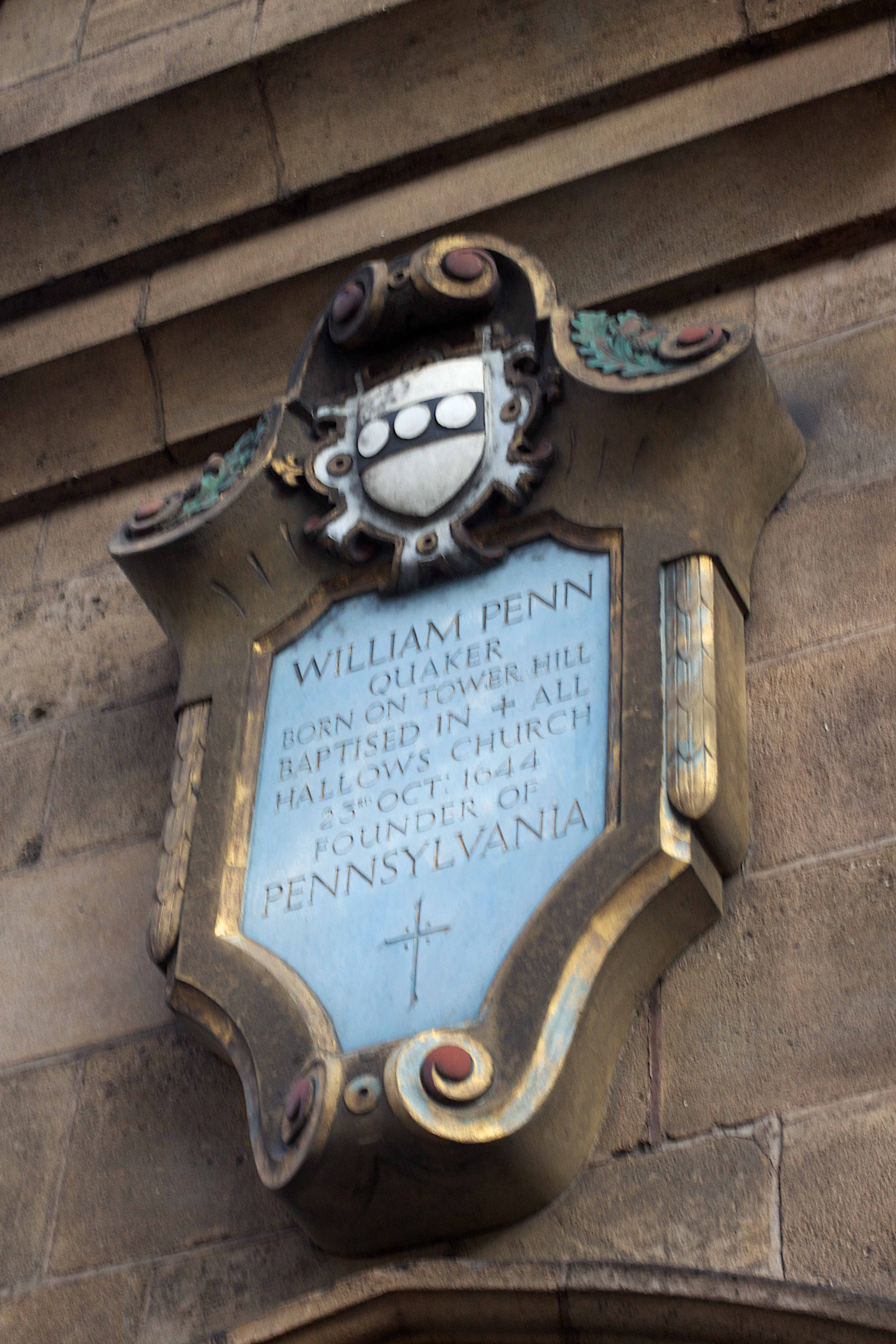
Plaque commémorative à l'amiral Sir William Penn
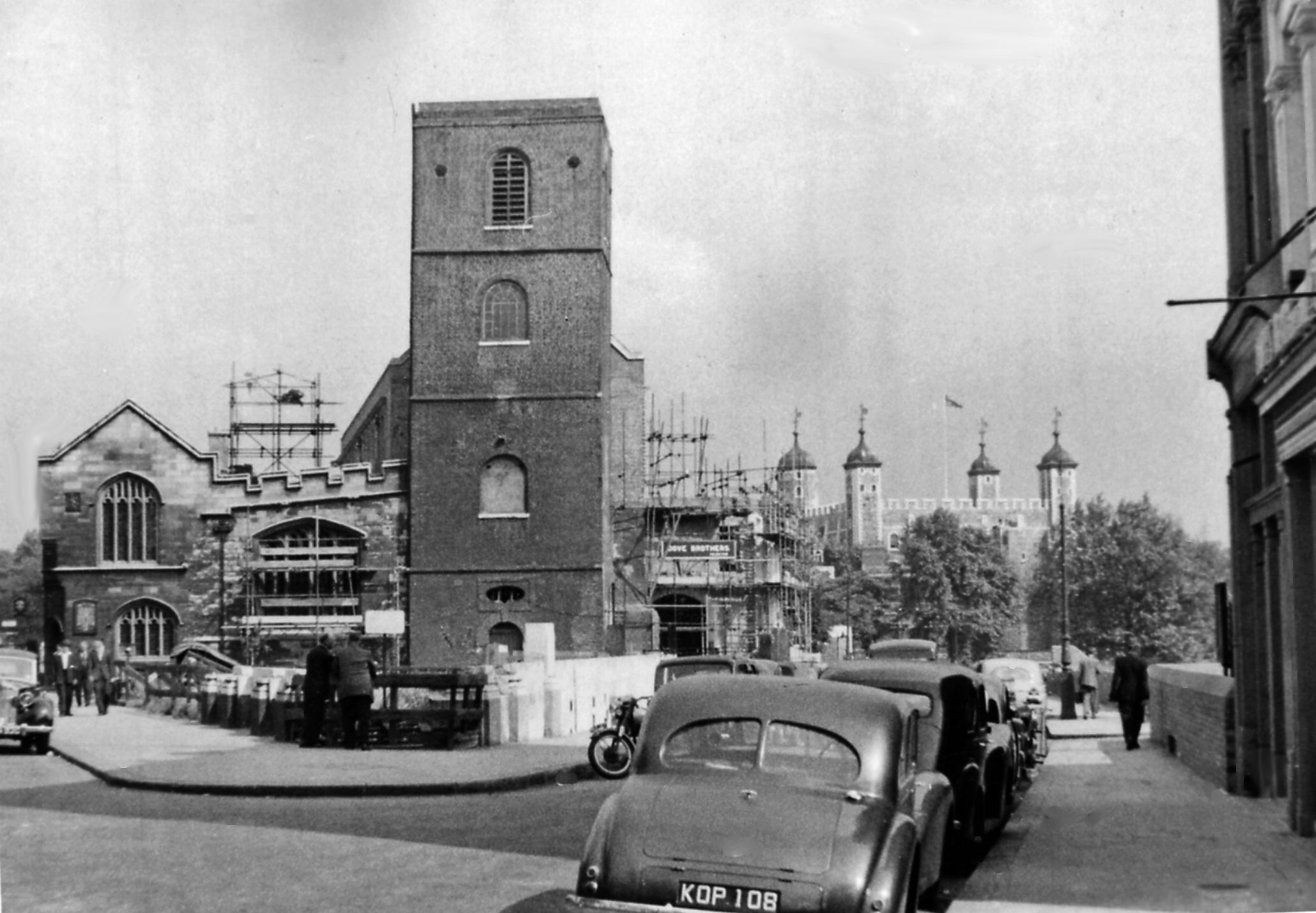
L'église en reconstruction en 1955.
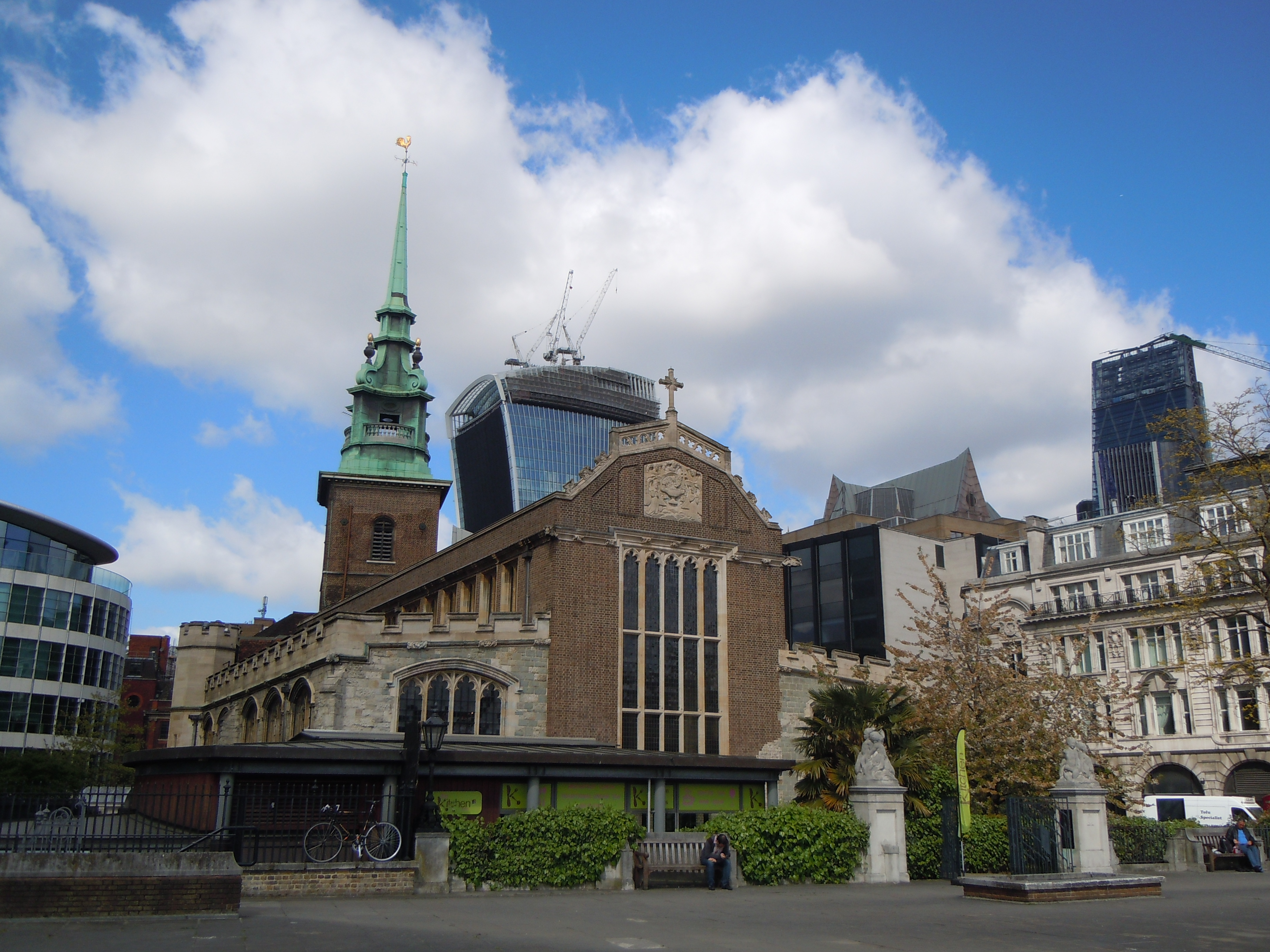
Vue du chevet, côté est.
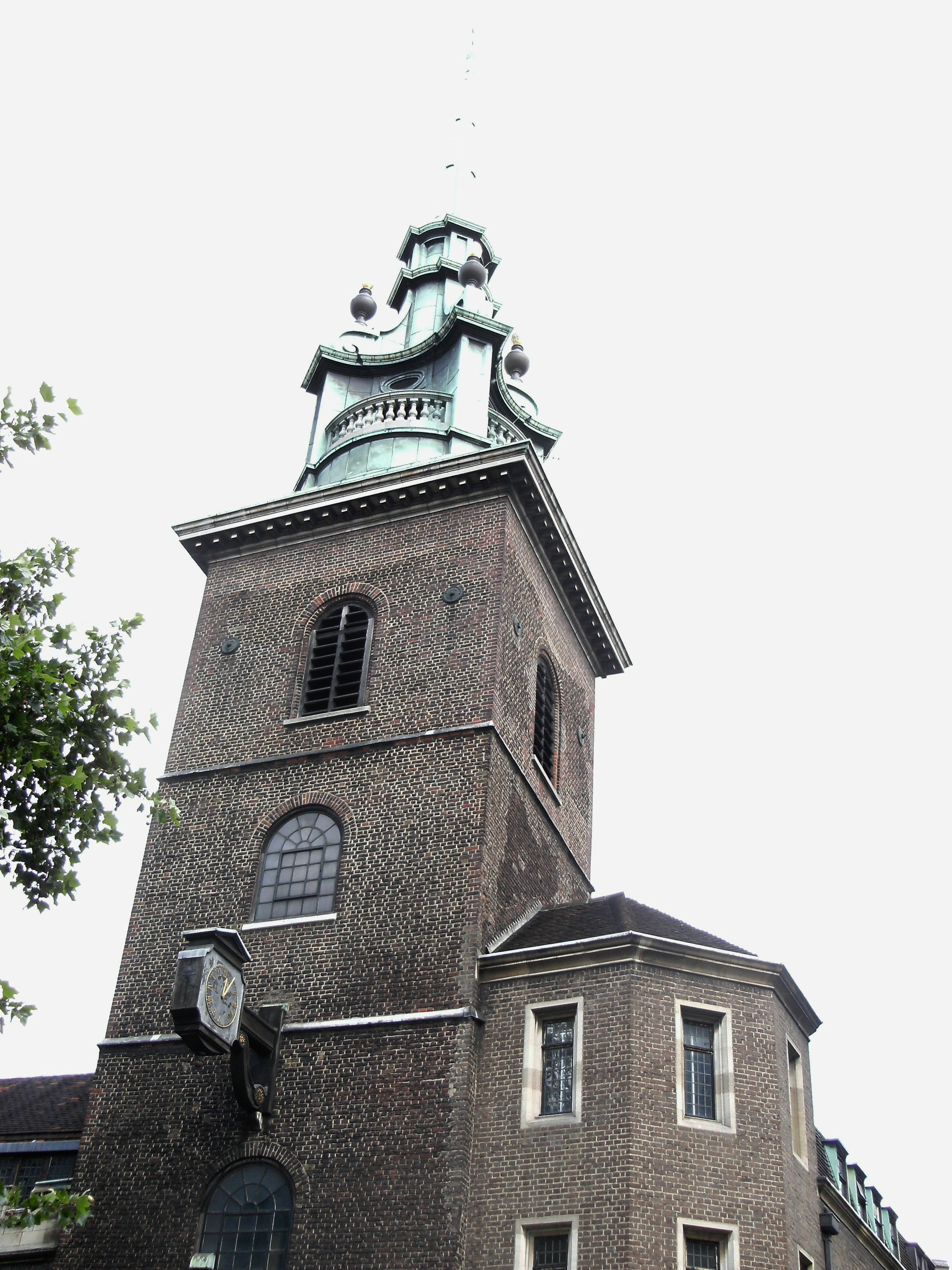
Vue de la tour du temple.
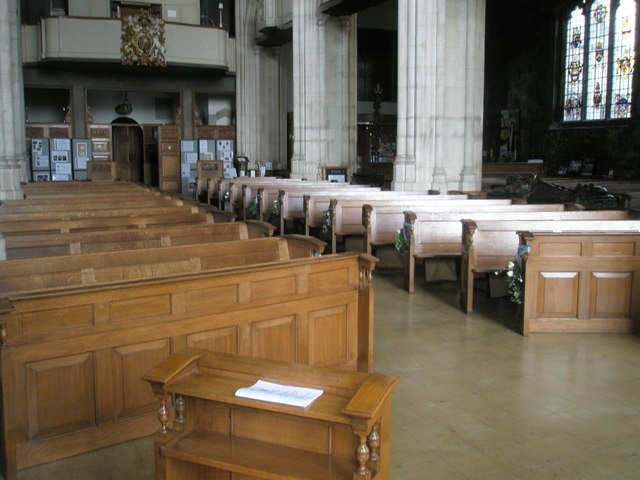
Intérieur du temple.